# Лотар (Северна марка)
Вижте пояснителната страница за други личности с името Лотар.
Лотар III от Валбек (на немски: Lothar III von Walbeck, * ок. 940, † 25 януари 1003 в Кьолн) е от 964 до 1003 г. граф на Валбек и от 993 до 1003 г. маркграф на Северната марка.

## Биография
Той е най-големият син на граф Лотар II от Валбек († 964) и на Матилда от Арнебург († 991), дъщеря на граф Бруно от Арнебург. Той е чичо на епископа и историка Титмар Мерзебургски, син на по-макия му брат Зигфрид († 991).
Лотар последва баща си след неговата смърт през 964 г. и от 993 г. е маркграф на Северната марка. През 979 г. той и брат му Зигфрид получават пазенето на Геро фон Алслебен. След смъртта на майка му и брат му през 991 г. той отказва да даде полагаемото наследство на снаха си и племенника си, трябва обаче да се съгласи и да даде наследството им.
Като маркграф Лотар участва през 993 г. в неуспешния поход, ръководен от маркграф Екехард I от Маркграфство Майсен против славяните лютичи. Той сгодява синът си Вернер за Луитгарда, дъщерята на Екехард I. Понеже нейният баща не я дава, Вернер я отвлича през 998 г. от манастир Кведлинбург и трябва пак да я даде на баща ѝ. След това Лотар има конфликт с Екехард.
Лотар е през 1002 г. противник на Екехард по време на предварителните кралски избори. Той подкрепя първо херцог Херман II от Швабия, признава обаче крал Хайнрих II, който му признава всичките му служби и права. Вероятно Лотар влияе на графовете фон Нортхайм и фон Катленбург за убийството на Екехард I. Сватбата се състои след смъртта на Екехард I през 1002 г.
Лотар умира след пиене на отровно питие или от алкохолно отравяне в Кьолн.

## Фамилия
Лотар е женен за Годела от Ротенбург († 1015), дъщеря на граф Вернер I. След неговата смърт тя се омъжва за Херман II от Верл. С нея Лотар има децата:
- Вернер от Валбек (* ок. 990, † 11 ноември 1014), маркграф на Северната марка, женен януари 1003 г. за маркграфиня Лиутгард фон Майсен († 13 ноември 1012)
- Бертолд
- Дитрих
- Бригита, абатиса в Магдебург
- Лютгер (Лотар IV) († 1033 убит в битка), граф в Харцгау, женен за фон Бернард (* ок. 966; † пр.1015)